# Derris reticulata
Derris reticulata är en ärtväxtart som beskrevs av William Grant Craib. Derris reticulata ingår i släktet Derris och familjen ärtväxter. Inga underarter finns listade i Catalogue of Life.